# Amina (cantante)
María Gracia Ortiz Vázquez (Cádiz, 13 de junio de 1939 - Benalmádena, Málaga, 9 de mayo de 2005), reconocida artísticamente como Amina, fue una cantaora gitana española de flamenco.

## Trayectoria artística
Era hija del guitarrista flamenco Juan el Ciego. Vivió desde muy joven en Marruecos, país que junto a su familia recorrió actuando de pueblo en pueblo. En los años 60 se trasladó a Madrid y trabajó en tablaos como Las Cuevas de Nemesio (1964), El Corral de la Morería (1966) o Los Canasteros (1970).
Sus primeras grabaciones de cantes festeros como la rumba la hicieron popular en toda España, con giras teatrales en elencos flamencos alternando con sus actuaciones en tablaos de Madrid como Torres Bermejas y la Venta del Gato, El Flamenco de Málaga, o La Troca de Sevilla. Su cante se caracterizó por los matices arábigos en su voz recreando rumbas, tientos y bulerías.
Amina versionó a ritmo de rumba canciones del pop como Submarino amarillo de The Beatles, Marionetas en la cuerda (Puppet on a String) de Sandie Shaw, Alguien cantó de Matt Monro, Congratulations de Cliff Richard o Algo de mí de Camilo Sesto, también hizo suyo boleros como Perfidia, Bésame mucho o Somos. Los temas Mojamachís y Diki diki fueron dos de sus canciones más exitosas, publicó discos entre 1966 y 1990. Compuso algunas de las letras de sus temas, y se acompañó en buena parte de sus grabaciones por el piano y arreglos de Felipe Campuzano, y a la guitarra su marido Enrique Abadía y por Félix de Utrera. También la acompañaron en muchas grabaciones sus hermanos Paco Ortiz Vázquez (al acordeón), integrante del grupo Arte 4, y Pepe Ortiz Vázquez (al violín). 
Amina falleció en Benalmádena, municipio malagueño en el que residió (Arroyo de la Miel), y está enterrada en su cementerio.

## Discografía
- Amina y su Cuadro Gitano (1967)
- Amina (1971)
- Cuando vuelvas (1972)
- El arte flamenco de Amina (1973)
- Improvisaciones flamencas (1974)
- Sevillanas 2000 (1976)
- Notarás que aún te quiero (1976)
- Mojamachís (1978)
- Diki, Diki (1978)
- Diki, Diki (1979)
- Alí Mustafá (1980)
- Amina (1982)
- Amina: Ayer y Hoy (1989)